# 小行星7633
小行星7633（英語：7633 Volodymyr）是一颗围绕太阳公转的小行星。1982年10月21日，柳德米拉·卡拉季奇在克里米亚发现了此天体。
这颗小行星的绝对星等为139.2323542022823等。